# Gandrimen
Gandrimen är en bergstopp i Antarktis. Den ligger i Östantarktis. Norge gör anspråk på området. Toppen på Gandrimen är 2 435 meter över havet.
Terrängen runt Gandrimen är platt åt sydost, men åt nordväst är den kuperad. Gandrimen är den högsta punkten i trakten. Trakten är obefolkad. Det finns inga samhällen i närheten.